# Citrus australasica
Citrus australasica F.Muell., 1858 è un agrume della famiglia delle Rutacee di origine australiana.
È un arbusto o piccolo albero spinoso con piccoli frutti commestibili, noto come finger lime o caviale di limone o cedronzolino; quest'ultima denominazione è dovuta alle vescicole presenti nel frutto che alla vista assomigliano al caviale e si rompono in bocca masticandole, lasciando un sapore simile a quello del limone. Anche gli altri agrumi (mandarini, limoni) hanno tali vescicole, ma la caratteristica di questo frutto è che essi non sono suddivisi e compressi negli spicchi, oltre ad essere tondeggianti.

## Descrizione
La pianta ha sviluppo modesto, da 2 a 7 m; le foglie sono piccole ed appuntite larghe 5–25 mm, lunghe 12–60 mm. I fiori, piccoli, sono bianchi con petali lunghi 6–9 mm.

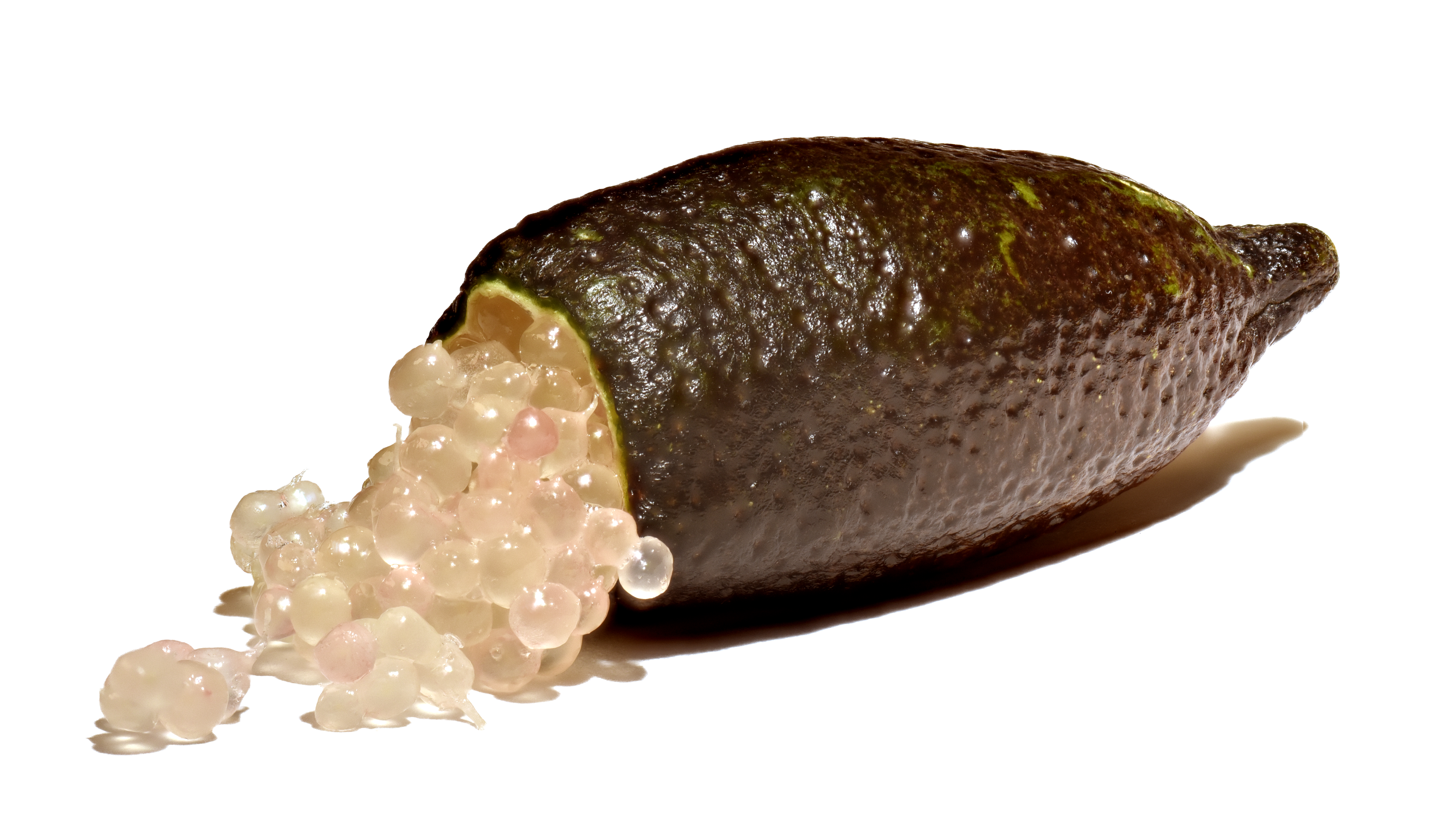
Frutto

I frutti sono cilindrici (a forma di dito) lunghi 5–10 cm, a volte leggermente curvi; hanno buccia liscia o leggermente corrugata che può avere diversi colori: blu, bruno, rossiccio, verde, come anche la polpa: rossa, rosa, giallo, verde. Tra gli agrumi sono quelli che hanno la più ampia variazione di colore. La colorazione definitiva viene assunta a maturazione completa, naturalmente, ma le proprietà gustative della sua polpa complessa e composta da piccoli peli secretori sferici, diminuisce drasticamente con l'avanzare del processo, come anche la proprietà aromatiche della buccia. La struttura rammollisce abbondantemente, rendendo difficile il suo maneggio. Anche la succosità della polpa decresce rapidamente.

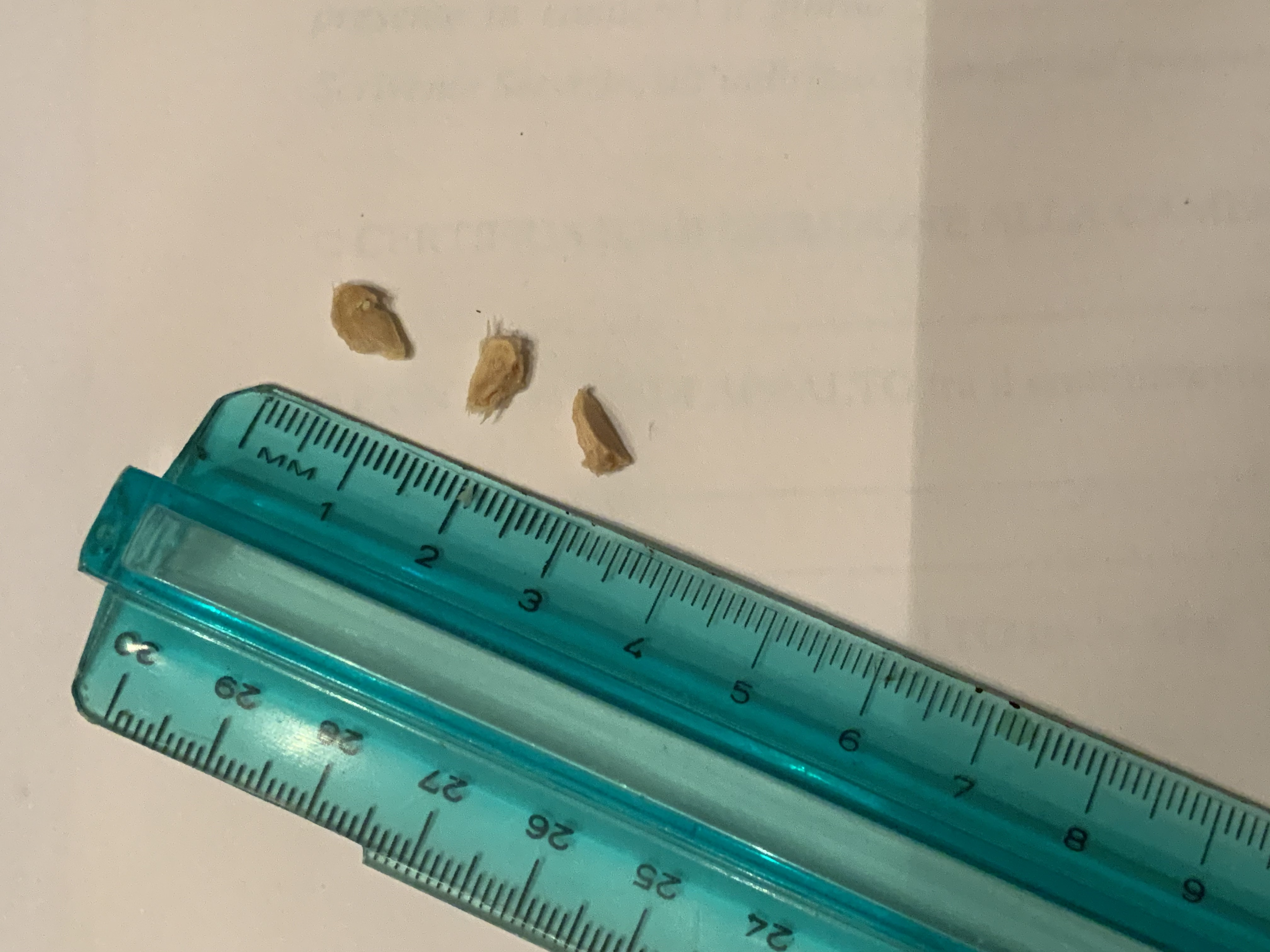
Semi

I semi si formano a maturazione molto avanzata, quando il frutto inizia ad avere una struttura meno rigida alla pressione. Hanno forma appiattita, spigolosa e tronca in un lato, e ricordano solo vagamente quelli di altri agrumi.
Le fitte ramificazioni si prestano per la coltivazione su spalliera, anche perché restano a lungo flessibili, consentendo di avere buone reste ornamentali.
I rami sono dotati di spine particolarmente acuminate e lunghe, in relazione alle dimensioni delle ramificazioni, dato che possono raggiungere diversi centimetri.
Dal punto di vista ornamentale, l'essenza è interessante perché offre i frutti nel corso dell'anno in continuazione e, a primavera, abbinano questi ai nuovi fiori.

## Distribuzione e habitat
È una specie del sottobosco sia della foresta pluviale umida che di quella secca costiera del Queensland e del Nuovo Galles del Sud.
Nelle coltivazioni alle latitudini continentali europee necessita di sole per una buona parte della giornata, producendo fiori con continuità e frutti di conseguenza. Capita spesso di avere gli uni e gli altri in contemporanea, con diversi stati di maturazione che rendono particolarmente ornamentale questa piccola essenza.

## Usi
Dopo gli iniziali periodi di raccolta dalle piante selvatiche dei primi colonizzatori australiani si è passati ad una coltivazione australiana specializzata.
Dal 2000 sono stati trovati diversi utilizzi non solo come frutta fresca, ma anche per prodotti derivati.
Il suo uso alimentare è ancora poco noto, ma si presta in modo particolare ad aromatizzare dolci e bevande, in analogia con la buccia del limone, suo stretto parente. Se impiegato in bevande, specie se alcoliche, manifesta una spiccata e gradita proprietà digestiva. Se lasciato in alcol, ne aromatizza il sapore ed il profumo, ed esplica interessanti risultati gustativi. Per gli usi gastronomici si consiglia di impiegare i frutti ancora immaturi che sviluppano a pieno le proprietà aromatiche della buccia e la succosità della polpa, che così può essere anche spremuta.